# 3 век
3 век (III) започва на 1 януари 201 г. и завършва на 31 декември 300 г.

## Събития
- 300 г. – Възход на Хоупуел в Северна Америка.
- Хуните започват да изблъскват прабългарите към планината Кавказ.

## Личности
- Иполит (р. ок. 170 г. – † 235 г.)

## Изобретения, открития
- Написана е книгата Кама Сутра, датираща от 300 г.